# Gaoping
Gaoping (en chino, 高坪; pinyin, Gāopíng (escuchar)ⓘ) es un distrito urbano bajo la administración directa de la ciudad-prefectura de Nanchong. Se ubica en la provincia de Sichuan, centro-sur de la República Popular China. Su área es de 804 km² y su población total para 2010 superó los 550 mil habitantes. 

## Administración
Desde julio de 2023, el Distrito Gaoping se divide en 19 pueblos que se administran en 8 subdistritos, 10 poblados y 1 villa.

## Toponimia
El topónimo Gaoping [/káo-ping/]  se compone de los sinogramas Gao que significa 'alto'  y Ping que significa 'llanura', recibió su nombre porque está situado en una llanura aluvial junto a la orilla del río Jialing, donde los sedimentos se han acumulado cada vez más alto, de ahí el nombre.